# Isoseist
Een isoseist is bij een aardbeving een lijn die de punten verbindt die aan een gelijke bevingsintensiteit hebben blootgestaan. 
Op een kaart van een aardbeving vormen de isoseist-lijnen ringen rond het epicentrum. Als de intensiteit van de aardbeving in alle richtingen even snel zou afnemen, zouden de isoseisten cirkels zijn, maar omdat dat zelden het geval is zijn de isoseisten in de praktijk ellipsen en andere ingewikkelder gesloten krommen.